# Oleg Artěmjev
Oleg Germanovič Artěmjev (rusky Олег Германович Артемьев, * 28. prosince 1970 Riga, Lotyšská SSR, SSSR) je ruský kosmonaut, 534. člověk ve vesmíru. Původně byl inženýrem společnosti RKK Eněrgija, od května 2003 se stal členem jejího oddílu kosmonautů. V lednu 2011 přešel do oddílu kosmonautů Roskosmosu v Gagarinově středisku přípravy kosmonautů. V létě 2011 byl jmenován do Expedice 39/40 na Mezinárodní vesmírnou stanici (ISS), která proběhla v březnu – září 2014. Podruhé na ISS pracoval v březnu – říjnu 2018 jako člen Expedice 55/56. Také při svém třetím letu strávil polovinu roku 2022 na ISS jako člen Expedice 67.

## Vzdělání a inženýrská kariéra
Oleg Artěmjev pochází z lotyšské metropole Rigy, kde se roku 1970 narodil. Na střední školu chodil ve městě Leninsk u kosmodromu Bajkonur. Roku 1990 dokončil čtyřleté studium na Tallinnském polytechnickém institutu, následnou (v letech 1990–1991) povinnou službu v řadách Sovětské armády strávil v posádce ve Vilniusu. Od roku 1992 studoval v Moskvě na Baumanově státní technické univerzitě obor technika a fyzika nízkých teplot. Studium dokončil roku 1998, současně v letech 1995–1999 na univerzitě pracoval jako řidič. Poté nastoupil do společnosti RKK Eněrgija. Zde se věnoval přípravě výstupů do otevřeného vesmíru.

## Kosmonaut

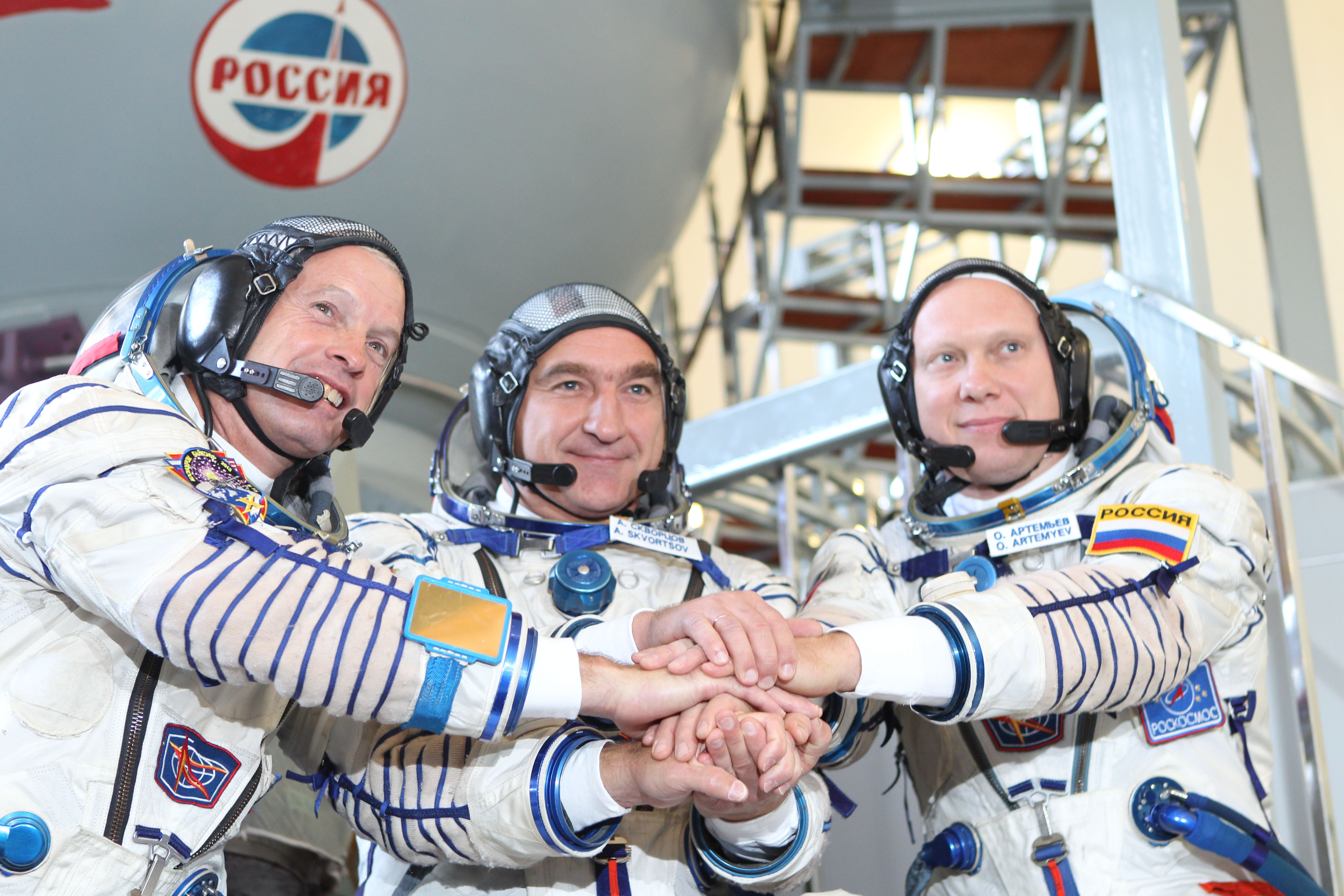
Náhradní posádka Expedice 27 v Gagarinově středisku přípravy kosmonautů

### Příprava
Přihlásil se k kosmonautickému výcviku, prošel lékařskými prohlídkami (na jaře 2000). Státní meziresortní komise ho doporučila do oddílu kosmonautů RKK Eněrgija 29. května 2003. Dvouletou všeobecnou kosmickou přípravu ve Středisku přípravy kosmonautů J. A. Gagarina (CPK) zahájil o měsíc později 16. června a dokončil ji 28. června 2005 závěrečnými zkouškami. Poté 5. července 2005 získal kvalifikaci „zkušební kosmonaut“ (космонавт-испытатель).
V letech 2007 a 2009 se v Institutu lékařsko-biologických problémů účastnil mezinárodního experimentu Mars 500. Roku 2007 byl v šestici, která strávila v izolaci 14 dnů, o dva roky později se účastnil simulace letu dlouhé 105 dní.
V souvislosti s rozhodnutím Roskosmosu o shromáždění ruských kosmonautů v jednom oddílu odešel ze společnosti RKK Eněrgija a od 22. ledna 2011 je kosmonautem Střediska přípravy kosmonautů.

### 1. kosmický let
V létě 2011 byl jmenován do Expedice 39/40 na Mezinárodní vesmírnou stanici (ISS) naplánované na březen – září 2014 a zálohy pro Expedici 37/38, která odstartovala v září 2013. Ke svému prvnímu vesmírnému letu odstartoval 25. března 2014 ve funkci palubního inženýra lodi Sojuz TMA-12M, společně s Alexandrem Skvorcovem a Američanem Stevenem Swansonem. Kvůli problémům s orientačním systémem lodi se plánovaný šestihodinový let ke stanici protáhl na dva dny. Na ISS pracoval jako palubní inženýr devětatřicáté a (od května 2014) čtyřicáté expedice. Během letu dvakrát vystoupil do vesmíru. Dne 11. září 2014 Artěmjev, Skvorcov, a Swanson v pořádku přistáli v Sojuzu TMA-12M na Zemi.

### 2. kosmický let
Roku 2015 byl jmenován do záložní posádky Sojuzu MS-06 a hlavní posádky Sojuzu MS-08, nicméně v souvislosti se snížením počtu ruských kosmonautů na ISS ze zálohy pro Sojuz MS-06 na podzim 2016 vypadl. V dubnu 2017 byl potvrzen jako velitel Sojuzu MS-08, v posádce byli ještě Andrew Feustel a Richard Arnold. Do vesmíru odstartovali z Bajkonuru 31. března 2018, po dvoudenním letu se spojili se stanicí ISS a pracovali na ní v rámci Expedice 55/56. Na Zemi přistáli 4. října 2018. Artěmjev během mise jednou vystoupil do vesmíru.

### 3. kosmický let
Stal se členem záložní posádky letu Sojuz MS-19, během něhož dva ruští filmaři v říjnu 2021 na palubě ISS natáčeli záběry pro hraný film Výzva. Během přípravy, v květnu 2021, pak bylo zveřejněno jeho jmenování do funkce velitele hlavní posádky letu Sojuz MS-21, jinak také ruské části dlouhodobé Expedice 67 k ISS. Start se uskutečnil podle plánu 18. března 2022 a loď se po třech hodinách připojila ke stanici, kde by měla zůstat 195 dní, tedy do konce září 2022. Let vyvolal zvýšenou pozornost, protože začal v době významného mezinárodního napětí vyvolaného ruským útokem na Ukrajinu a následnými ekonomickými a politickými sankcemi proti Rusku.
Oleg Artěmjev s Denisem Matvějevem uskutečnili 18. dubna 2022 první ze série výstupů do volného prostoru naplánovaných v programu Expedice 67. Po otevření poklopu modulu Poisk v 15:00 UTC nainstalovali a připojili externí ovládací panel Evropské robotické ruky ERA na vnější povrch laboratorního modulu Nauka, demontovali ochranné kryty ze šesti úchytů, namontovali tři madla na ERA a provedli některé další činnosti potřebné pro namontované ERA. Ta je dosud zvenku upevněna modulu Rassvet, s nímž byla vynesena a připojena ke stanici raketoplánem Atlantis v květnu 2010. Celkem čtvrtý Artěmjevův výstup trval 6 hodin a 37 minut a skončil uzavřením poklopu modulu Poisk v 21:37 UTC.
Další výstup ve stejné sestavě následoval 28. dubna 2022 od 14:58 UTC do 22:40 UTC. Kosmonauti připojili ovládací panel, kterým budou budoucí posádky ovládat ERA. Z různých částí manipulátoru o celkové délce 11,3 metru a z připojovacích bodů odstranili ochranné kryty, připevnili na něj tři madla a uvolnili zámky, které ho přidržovaly v transportní konfiguraci během startu modulu Nauka v roce 2022. Sergej Korsakov pak zevnitř stanice provedl první řízené pohyby ERA a nakonec ji přesunul do základní pozice (úchyty na obou koncích ERA se mohou připojit na několik připojovacích bodů na modulu Nauka, takže se manipulátor může po povrchu modulu krok po kroku přesouvat). Výstup trval 7 hodin a 42 minut, celková doba Artěmjevových pěti výstupů dosáhla 34 hodin a 39 minut.
Artěmjev 4. května 2022 v 18:35 převzal od Thomase Marshburna velení ISS.
Ke 3. etapě příprav robotické ruky ERA se Artěmjev vydal 21. července 2022 od 14:50 do 21:55 UTC společně s astronautkou evropské agentury ESA Samanthou Cristoforettiovou. Nejprve postupně do prostoru za stanici manuálně odhodil deset 10 ruských CubeSatů vyvinutých na Jihozápadní státní univerzitě v ruském Kursku, které mu Cristoforettiová podávala. Dvojice poté nainstalovala plošiny a adaptér pro evropskou robotickou ruku ERA umístěnou na modulu Nauka a uvedla externí ovládací panel ERA do režimu hibernace, dokud ho nebude znovu potřeba na budoucí vycházce do vesmíru. Cristoforettiová také vyměnila ochranné sklo na osvětlovací jednotce kamery na ERA. Výstup trval 7 hodin a 5 minut a zvýšil celkovou dobu pobytu Artěmjeva mimo stanici na 41 hodin a 44 minut.
Již sedmý Artěmjevův výstup do volného prostoru se uskutečnil 17. srpna 2022 od 13:53 UTC. Artěmjev s Denisem Matvějevem před sebou měli asi 50 jednotlivých úkonů. Po dokončení instalace dvou kamer na Evropskou robotickou ruku (ERA) a odstranění (jednoho ze dvou plánovaných) ochranného krytu koncových záchytných mechanismů (efektorů) ERA – po 2 hodinách a 17 minutách trvání výstupu – dostal Artěmjev od pozemního vedení mise pokyn vrátit se do modulu Poisk a připojit svůj skafandr na elektrickou síť stanice, protože jeho skafandr Orlan začal vykazovat nestandardní stavy nabití baterie. Po dokončení některých nezbytných činností se do přechodové komory vrátil také Denis Matvějev a výstup pak skončil 4 hodinách a 1 minutě trvání uzavřením poklopu modulu Poisk v 17:54 UTC. Artěmjev tak celkem dosáhl 45 hodin a 45 minut pobytu ve volném vesmíru – mimo hermetizované prostory stanice nebo kosmických lodí.
Matvějev doprovázel Artěmjeva také při náhradním výstupu věnovaném úkolům nesplněným 17. srpna, které zároveň znamenaly dokončení prací na instalaci a zprovoznění ERA. Výstup se odehrál 2. září 2022 od 13:25 UTC do 21:12 UTC a kosmonauti při něm přenesli a připojili externí ovládací panel a otestovali ho při ovládání robotické paže, namontovali další madla a plošinu s adaptéry, upravili pohony obou efektorů a provedli řadu dalších dílčích úkonů. Artěmjevův osmý a současně nejdelší výstup – 7 hodin a 47 minut – zvýšil jeho celkový čas pobytu ve volném prostoru na 53 hodin a 32 minut.
Artěmjev s Matvějev a Korsakovem se ve své lodi odpojili od ISS 29. září 2022 a téhož dne přistáli v Kazachstánu po 194 dnech, 19 hodinách a 2 minutách letu.  

## Osobní život
V září 2019 kandidoval jako nezávislý do moskevské městské dumy (městského zastupitelstva) a byl zvolen.
Oleg Artěmjev je ženatý, má syna.

## Tituly a vyznamenání
- Hrdina Ruské federace (15. února 2016),[2]
- Letec-kosmonaut Ruské federace (15. února 2016).[2]